# Rudolf Goldschmidt (Landrat)
Rudolf Edmund Ludwig Goldschmidt (* 15. September 1896 in Pforzheim; † 2. April 1976 in Karlsruhe) war ein deutscher Verwaltungsbeamter.

## Leben
Rudolf Goldschmidt, Sohn eines Fabrikanten, studierte Rechtswissenschaften unter anderem an der Eberhard Karls Universität Tübingen. 1919 wurde er Mitglied des Corps Borussia Tübingen. Nachdem der das 1. und 2. juristische Staatsexamen abgelegt hatte, trat er Mitte 1923 in den Dienst der badischen Innenverwaltung ein, wo er zunächst im badischen Arbeitsministerium in der Bau- und Wohnungsabteilung tätig wurde. Zum Oktober 1924 wechselte er in die Polizeiabteilung des badischen Innenministeriums. 1926 wurde er zum Regierungsrat befördert und erhielt als Persönlicher Referent des Ministerialdirektors unter anderem die Sachbearbeitung für die Personalangelegenheiten des höheren Dienstes. 1929 kam er als Regierungsrat zum Bezirksamt Karlsruhe. 1934 wurde er zum Landrat des Bezirksamts Meßkirch und 1936 des Landkreises Stockach ernannt. Obwohl 1937 der NSDAP beigetreten, wurde er im selben Jahr als politisch motivierte Abschiebung zunächst kommissarisch und 1938 endgültig zum Direktor des badischen Gemeinderechnungsprüfungsamts ernannt. Als dieses Amt 1939/40 seine Aufgaben einstellte, fand er Verwendung im Geschäftsbereich der Innenverwaltung und im Innenministerium in der Wohlfahrts- und Personalabteilung. Im September 1944 wurde er zum Kriegsdienst eingezogen und geriet in Kriegsgefangenschaft, aus der er 1946 entlassen wurde.
Im November 1946 erhielt er eine Anstellung beim Präsidenten des Landesbezirks Baden in Karlsruhe in der Abteilung Innere Verwaltung. 1948 wurde er zum Regierungsrat ernannt und 1950 zum Oberregierungsrat befördert. Seit 1952 leitete er das Gemeinde- und Sparkassenreferat beim Regierungsbezirk Nordbaden. 1953 erhielt er die Amtsbezeichnung Regierungsdirektor, 1957 wurde er planmäßiger Regierungsdirektor. Im April 1959 wurde er geschäftsführender und im Dezember planmäßiger Regierungsvizepräsident des Regierungsbezirks Nordbaden. Ende 1962 wurde er pensioniert.